# Morti nell'882
| Questa pagina contiene informazioni ricavate automaticamente dalle voci biografiche con l'ausilio del template Bio e di un bot. L'aggiornamento è periodico e automatico e ricostruisce completamente la pagina. Se manca una persona in questa lista, sei pregato di non aggiungerla, ma accertati piuttosto che la sua voce biografica contenga il template Bio e che i dati anagrafici siano correttamente compilati. Se il template Bio manca, inseriscilo tu stesso o, in alternativa, metti l'avviso {{tmp\|Bio}} che ne segnala la mancanza. Se i dati riportati sono sbagliati, correggi direttamente la voce biografica; le modifiche saranno visibili in questa lista entro pochi giorni. Per chiarimenti vedi il progetto biografie. La lista contiene solo le 9 persone che sono citate nell'enciclopedia e per le quali è stato implementato correttamente il template Bio. Pagina aggiornata al 13 gen 2025. |

- 20 gennaio - Ludovico III il Giovane, re franco
- 5 agosto - Luigi III di Francia, re
- 16 dicembre - Papa Giovanni VIII, papa, vescovo e cardinale italiano
- 21 dicembre - Incmaro di Reims, teologo e filosofo francese (n. 806)
- Ernusto, vescovo italiano
- Incmaro di Laon, teologo e vescovo francese (n. 830)
- García I Íñiguez, re
- Matfrid II, nobile franco (n. 820)
- Pandenolfo di Capua, conte